# Brahms Sonata for 2 pianos - Haydn Variations
Brahms Sonata for 2 pianos - Haydn Variations è il primo album in studio del gruppo musicale italiano Spina - Benignetti Piano Duo, pubblicato il 5 giugno 2015 dalla casa discografica Brilliant Classics.

## Tracce
Musiche di Johannes Brahms.
1. Sonata in Fa minore op. 34b "Allegro non troppo" – 14:56
2. Sonata in Fa minore op. 34b "Andante, un poco adagio" – 8:21
3. Sonata in Fa minore op. 34b "Scherzo, allegro" – 7:43
4. Sonata in Fa minore op. 34b "Finale, Poco sostenuto - allegro non troppo" – 10:32
5. Variazioni su un tema di Haydn op. 56b "Choral St Antoni - Andante" – 2:13
6. Variazioni su un tema di Haydn op. 56b "Variazione I - Andante con moto, poco più animato" – 1:15
7. Variazioni su un tema di Haydn op. 56b "Variazione II - Più vivace" – 0:59
8. Variazioni su un tema di Haydn op. 56b "Variazione III - Con moto" – 1:55
9. Variazioni su un tema di Haydn op. 56b "Variazione IV - Andante con moto" – 1:55
10. Variazioni su un tema di Haydn op. 56b "Variazione V - Poco presto, vivace" – 0:56
11. Variazioni su un tema di Haydn op. 56b "Variazione VI - Vivace" – 1:14
12. Variazioni su un tema di Haydn op. 56b "Variazione VII - Grazioso" – 2:44
13. Variazioni su un tema di Haydn op. 56b "Variazione VIII - Poco presto" – 0:53
14. Variazioni su un tema di Haydn op. 56b "Finale - Andante" – 4:09